# Тристанка мала
Триста́нка мала (Nesospiza acunhae) — вид горобцеподібних птахів родини саякових (Thraupidae). Ендемік архіпелагу Тристан-да-Кунья.

## Опис

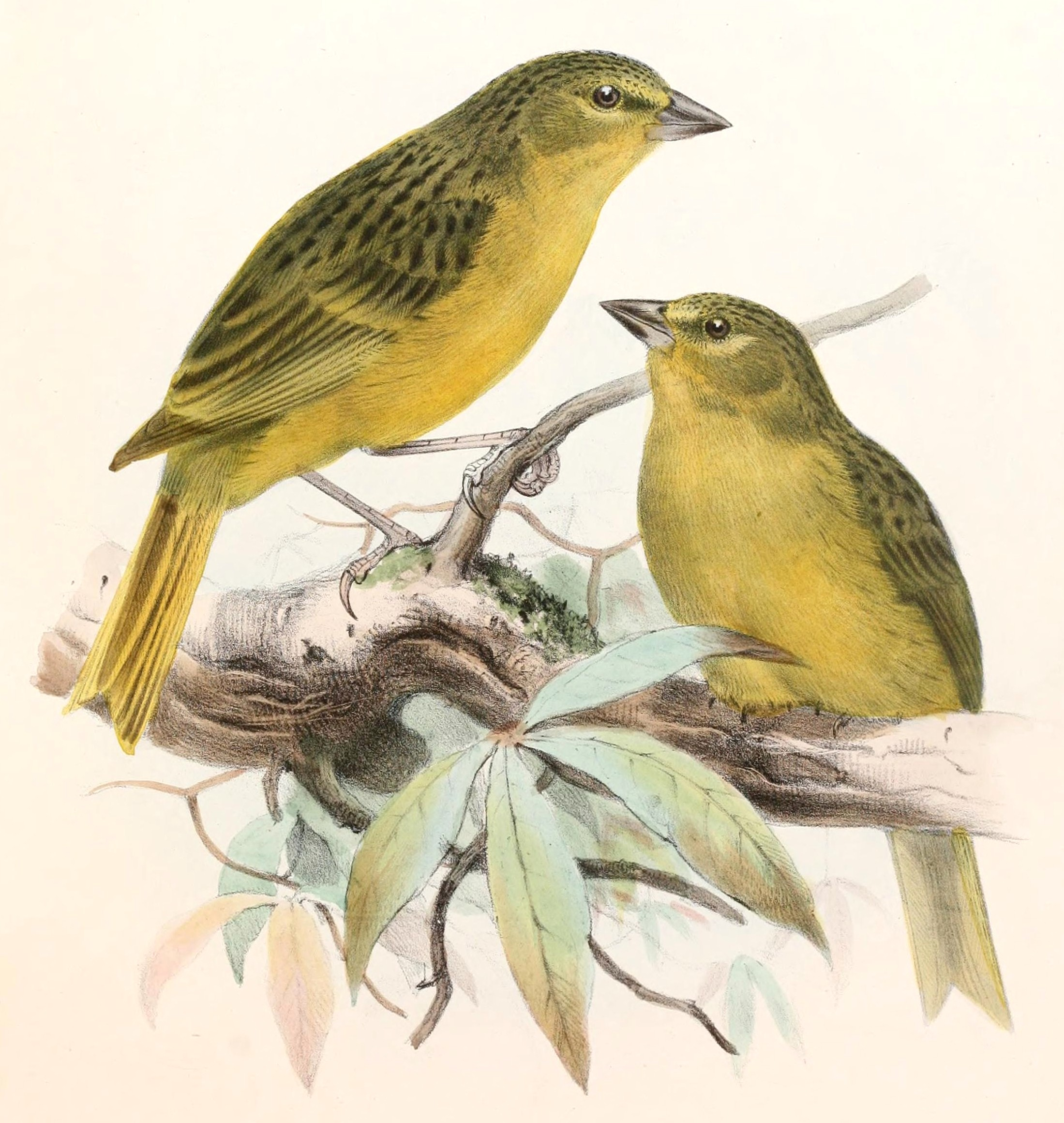
Малі тристанки

Довжина птаха становить 17-21 см, вага 24-49 г. Верхня частина тіла оливково-зелена, нижня частина тіла світліша, оливково-сіра. Махові пера темні, оливково-коричневі, поцятковані жовтими плямами. Лоб і горло поцятковані жовтими плямами. Від дзьоба до очей ідуть сірі смуги, навколо очей широкі кільця.Дзьоб конічної форми, темно-сірий або чорнуватий. Очі карі, лапи чорнуваті. Самиці мають дещо менші розміри, ніж самці, їхнє забарвлення більш тьмяне, спина поцяткована темними смугами. Забарвлення молодих птахів подібне до забарвлення самиць, ще більш поцятковане смугами. Представники підвиду N. a. dunnei мають більші розміри, представники підвиду N. a. fraseri мають дещо світліше забарвлення.

## Підвиди
Виділяють три підвиди:
- N. a. acunhae Cabanis, 1873 — узбережжя Неприступного острова;
- N. a. dunnei Hagen, 1952 — схід Неприступного острова;
- N. a. fraseri Ryan, 2008 — вершина Неприступного острова.

## Поширення і екологія
Малі тристанки мешкають на Неприступному острові в архіпелазі Тристан-да-Кунья у південній частині Атлантичного океану. Площа острова становить 14 км². Раніше малі тристанки зустрічалися також на острові Тристан-да-Кунья, однак вимерли там ще у XIX столітті. Представники номінативного підвиду живуть на прибережних луках, серед купин. Представники підвиду N. a. fraseri живуть на висоті від 300 до 600 м над рівнем моря, однак молоді птахи навесні траппляються на узбережжі. Представники підвиду N. a. dunnei живуть в лісах Phylica arborea.

## Поведінка
Малі тристанки живляться насінням, плодами і безхребетними. Представники номінативного підвиду з невеликими дзьобами живляться насінням трав, зокрема, осоки і спартини, а також комахами, зокрема двокрилими. Представники підвиду N. a. fraseri живляться насінням осокових і плодами Nertera, а також безхребетними. В їхній їжі міститься більше каротиноїдів, через що їхнє забарвлення світліше. Представники підвиду N. a. dunnei амають відносно більші дзьоби, вони живляться переважно плодами Phylica. Загалом, малі тристанки шукають їжу у корі дерев, серед листя, лишайників, квіток, каміння та на землі.
Малі тристанки є моногамними. Сезон розмноження триває з листопада до лютого. Самиці будують чашоподібне гніздо з трав і листя осоки. Воно розміщується в густій рослинності, серед купин, на висоті від 1 до 2 м над землею. В кладці 1-2 блакитнуватих яйця, поцяткованих темно-коричневими плямками. Сезон розмноження триває 17-18 см, насиджує лише самиця, тим часом як самець годує її. Протягом тижня після вилуплення пташенят їх годує самиця, після чого до пошуків їжі долучається самець. Пташенята живляться гусінню та іншими безхребетними. Вони покривнаються пір'ям на 18-21 день після вилуплення. Потім вони кілька днів ховаються серед рослинності, після чого на 5-6 тижнів приєднуються до батьків, створюючи сімейні зграйки.

## Збереження
МСОП класифікує цей вид як вразливий. За оцінками дослідників, популяція малих тристанок становить приблизно 23400 птахів. Їм загрожують інвазивні хижаки і поява на острові інтродукованих видів рослин, зокрема, новозеландського льону.